# سایگیمز
سایگیمز (انگلیسی: Cygames) شرکت بازی ویدئویی ژاپنی است، که در سال ۲۰۱۱ تأسیس شد.